# Pląśnik karaibski
Pląśnik karaibski, złocik karaibski (Riccordia elegans) – gatunek małego ptaka z rodziny kolibrowatych (Trochilidae). Znany tylko z jednego okazu odłowionego na Jamajce lub północnych Bahamach. Uznany za wymarły.

## Taksonomia
Po raz pierwszy gatunek opisał John Gould w 1860 na łamach „Proceedings of the Zoological Society of London”. Nie wskazał miejsca odłowienia holotypu. Nowemu gatunkowi nadał nazwę Erythronota elegans. Pląśnik karaibski dawniej bywał przez niektórych autorów uznawany za podgatunek pląśnika bahamskiego (R. bracei). Bywał zaliczany do rodzaju Chlorostilbon, ale obecnie umieszcza się go w rodzaju Riccordia. Na początku 2023 Międzynarodowy Komitet Ornitologiczny (IOC) tymczasowo usunął go ze swojej listy ptaków świata jako takson wątpliwy, aż do czasu wyjaśnienia jego statusu za pomocą np. badań genetycznych; podobnie postąpili autorzy Kompletnej listy ptaków świata. Holotyp przechowywany jest w Muzeum Historii Naturalnej w Tring; pochodzi z Jamajki lub północnych Bahamów. Zdaniem A.A. Wellera, który przebadał holotyp, porównując go z okazami z rodzajów Chlorostilbon i Amazilia, nie jest to mieszaniec międzygatunkowy lub nawet międzyrodzajowy.

## Morfologia
Długość ciała holotypu wynosi około 98 mm; długość skrzydła: 52,5 mm, długość dzioba: 18,8 mm. Ciemię i spód ciała opalizujące, zielone. Tył szyi i grzbiet złocistozielony (lub pomarańczowozielony). Pokrywy nadogonowe czerwonofioletowe. Ogon długi, rozwidlony (głębokość wcięcia to 11 mm), fioletowawy z zielonym połyskiem na końcach dwóch środkowych sterówek. Pokrywy podogonowe szare z brązowofioletowymi środkami piór. Pióra na skoku białe.

## Status
IUCN uznaje gatunek za wymarły (EX, Extinct). Znany jest tylko z jednego okazu o niepewnym pochodzeniu. Przyczyny wymarcia są niejasne, mogło to być wylesianie lub drapieżnictwo gatunków introdukowanych.